# FEDOR
FEDOR (Final Experimental Demonstration Object Research) (позывной Skybot F-850) — антропоморфный удалённо управляемый робот-спасатель, разработанный НПО «Андроидная техника» и Фондом перспективных исследований по заказу МЧС России. 22 августа 2019 года FEDOR (позывной Skybot F-850) был запущен в космос на корабле «Союз МС-14». Модуль благополучно достиг МКС 24 августа, но, ввиду неполадок, стыковка состоялась лишь 27 августа. 7 сентября, после завершения основной программы тестирования, модуль с FEDOR'ом был возвращён на Землю.

## История
В марте 2014 года председатель Военно-промышленной комиссии при правительстве РФ Дмитрий Рогозин заявил, что Фонд перспективных исследований (ФПИ), председателем попечительского совета которого он являлся, начнёт проект по реализации базовой антропоморфной робототехнической платформы. Работы над роботом в рамках совместного проекта ФПИ и НПО «Андроидная техника» в интересах МЧС России в рамках проекта «Спасатель» начались в 2014 году под руководством главного конструктора Алексея Богданова. При разработке использовались наработки моделей SAR-400 и SAR-401, предназначенных для использования в космосе. Разработка робота состояла из двух этапов общей продолжительностью два года и четыре месяца. Для отработки программного обеспечения использовалось пять технологических макетов: два полных макета робота и три макета верхней или нижней его части. Опробованный в одном прототипе гидравлический привод был отвергнут из-за высокой цены и ненадёжности. Последующие прототипы работали на электроприводе. На первом этапе разработчики столкнулись с рядом проблем, которые решались по ходу испытаний: робот не видел пространство в лежачем положении, после чего ему сделали подвижную голову; у робота были недостаточно подвижные позвоночник и тазобедренный сустав, не позволявшие ему садиться в автомобиль; из-за алюминиевого покрытия робот быстро охлаждался в 20-градусный мороз — для решения этой проблемы ему сделали специальную экипировку со встроенной системой обогрева.
В январе 2015 года прототип робота был представлен президенту Российской Федерации.
В декабре 2015 года указом президента России в структуре ФПИ был создан «Национальный центр развития технологий и базовых элементов робототехники», основными функциями которого являются работы в области робототехники военного, специального и двойного назначения. Созданный центр осуществляет координацию проекта.
В 2015 году «Андроидная техника» приступила ко второму этапу проекта — созданию итоговой версии антропоморфного робота. Проект был завершён ФПИ в августе 2016 года. В рамках его реализации изготовлен и испытан демонстрационный образец робототехнического комплекса (РТК). Создание FEDOR’а обошлось примерно в 300 млн рублей.
В октябре 2016 года вице-премьер Дмитрий Рогозин представил прототип робота-андроида в рамках проекта «Спасатель» и заявил, что поручил создать робота для покорения космоса, в том числе для полёта на корабле «Федерация». Представленный прототип получил имя FEDOR — Final Experimental Demonstration Object Research («Финальный экспериментальный демонстрационный объект исследований», грамматически верный перевод — «Заключительное экспериментальное исследование демонстрационного объекта»; акроним отсылает к русскому имени Фёдор). Данное имя дал Дмитрий Рогозин, являющийся в том числе председателем попечительского совета Фонда перспективных исследований.
В июле 2019 года FEDOR получил позывной Skybot F-850. 22 августа 2019 года FEDOR совершил полёт на Международную космическую станцию на корабле «Союз МС-14» в центральном кресле пилота. Первоначально стыковка с МКС была запланирована на 24 августа, но из-за поломки системы сближения «Курс» стыковка произошла 27 августа.
В социальных сетях «ВКонтакте», Twitter и Instagram были созданы страницы робота FEDOR (позывной Skybot F-850).
7 сентября 2019 г. в 00:32 по московскому времени спускаемый аппарат космического корабля «Союз МС-14» с антропоморфным роботом FEDOR (позывной Skybot F-850) совершил успешную запланированную посадку на Землю.
По данным системы мониторинга и анализа СМИ «Медиалогия», космический полёт робота FEDOR признан самым резонансным событием 2019 года в России в области робототехники.

## Описание
Человекоподобный робот FEDOR (позывной Skybot F-850) оснащён речевой системой, способной распознавать слова и выдавать ответы. Вес робота — 106 кг, рост — 182 см, номинальная мощность — 5 кВт, максимальная мощность — 15 кВт. На 2019 год коллекторные двигатели поставлялись из Швейцарии, редукторы — из Германии. Часть датчиков и одноплатный компьютер робота — также иностранного производства. Бесколлекторные двигатели — собственного производства НПО «Андроидная техника». FEDOR состоит из российских деталей на 40 % в денежном выражении и на 70-75 % по массе. Из 48 двигателей 16 являются зарубежными.
Мощность робота составляет 20 л. с. (13,5 кВт). Рост — 180 см, вес — до 106 кг. 90 % электронных деталей собирается в России — на предприятиях «Абрис-Технолоджи» и Silicium в Санкт-Петербурге. FEDOR работает на базе операционной системы реального времени, разработанной в Санкт-Петербурге на базе Linux. Робот может работать в автономном режиме 1 час, а также под управлением оператора на большом расстоянии через спутниковую связь.
Робот может открывать дверь, работать с дрелью, садиться и водить автомобиль и квадроцикл в автономном режиме, проходить лабиринт «змейка», подниматься по ступеням.